# Примыкание (посёлок)
Примыкание — посёлок в Чеченской Республике Российской Федерации, в составе городского округа город Аргун.
До 1 января 2020 года — в Грозненском районе в составе Комсомольского сельского поселения.

## География
Посёлок расположен на левом берегу реки Аргун, в 9 км к востоку от города Грозный, у железной дороги Ростов-на-Дону — Баку, которой отделена от села Центора-Юрт
Ближайшие населённые пункты: на северо-западе — село Старая Сунжа (в составе города Грозный), на северо-востоке — сёла Беркат-Юрт и Центора-Юрт, на востоке — город Аргун, на юге — село Комсомольское и на юго-западе — посёлок Ханкала (в составе города Грозный).

## Население
| 1990 | 2002 | 2010 | 2021 |
| ---- | ---- | ---- | ---- |
| 233  | ↗271 | ↗313 | ↗439 |